# John Milnor
John Willard Milnor (Orange, New Jersey, 20 februari 1931) is een Amerikaans wiskundige, die bekend is voor zijn werk in de differentiaaltopologie, de K-theorie en dynamische systemen. Daarnaast schreef hij een aantal invloedrijke boeken. In 1962 won hij de Fields-medaille, in 1989 de Wolf-prijs en in 2011 de Abelprijs. Milnor werd in 1988 hoogleraar aan de Stony Brookuniversiteit. In 2020 heeft hij de Gouden Lomonosov-medaille ontvangen van de Russische Academie van Wetenschappen.

## Levensloop
Milnor is geboren in Orange, New Jersey. Hij studeerde aan de Universiteit van Princeton. Terwijl hij hier studeerde bewees hij de stelling van Fary-Milnor. Hij promoveerde in 1960 aan Princeton en schreef zijn proefschrift over de isotopie van schakels, dat handelde over schakelgroepen (een veralgemening van knoopgroepen) en hun bijhorende schakelstructuur. Zijn promotor was Ralph Fox. Na het behalen van zijn doctoraat bleef hij op Princeton werken.
In 1962 werd aan Milnor de Fieldsmedaille toegekend voor zijn werk in de differentiaaltopologie. Hierna won hij nog de National Medal of Science (1967), de Leroy P. Steele-prijs voor fundamentele bijdragen aan onderzoek (1982), de Wolfprijs in de wiskunde (1989), de Leroy P. Steele Prize voor het promoten van de wiskunde (2004) en de Leroy P. Steele Prize voor zijn gehele loopbaan (2011). Hij was na 1962 verscheidene jaren redacteur van de Annals of Mathematics. Daarnaast heeft hij een aantal boeken geschreven die gekenmerkt worden door hun toegankelijkheid, duidelijkheid en precisie.
Milnor won in 2011 de Abelprijs voor zijn prestaties op het gebied van de topologie, meetkunde en de algebra. Milnor vertelde in een reactie op het ontvangen van deze prijs aan de New Scientist dat het erg goed voelt om de prijs te winnen, maar dat men altijd weer verbaasd is door een telefoontje om zes uur in de morgen.
John Milnor heeft onder andere de volgende studenten gehad: Tadatoshi Akiba, Jon Folkman, John Mather, Laurent C. Siebenmann, Jonathan Sondow and Michael Spivak.